# I santissimi
I santissimi (Les Valseuses) è un film del 1974 diretto da Bertrand Blier.

## Trama
Nella Francia degli anni '70, Jean-Claude e Pierrot sono due teppisti di periferia giustamente accusati di reati minori, a torto di omicidio. Ammazzano il tempo al meglio commettendo furti e "si muovono incessantemente grazie a molteplici mezzi di trasporto, alla ricerca dell'amore come lo hanno definito, cioè del piacere e della tenerezza". Dopo aver molestato una signora con un carrello della spesa e aver rubato la sua borsa, "prendono in prestito" un DS per un giro, quindi lo rimettono dove l'hanno rubato. Il proprietario, titolare di un negozio di parrucchiere, li sorprende al loro ritorno e li minaccia con una rivoltella in attesa dell'arrivo della polizia. Jean-Claude e Pierrot riescono a scappare, ma quest'ultimo viene ferito ai testicoli (“valseuses” nell'argot della gang) da un colpo di pistola.
Durante la fuga, prendono con loro Marie-Ange, dipendente e amante del parrucchiere. Quindi inizia una corsa precipitosa per il trio. In fuga dalla polizia, i due mascalzoni saltano su un treno e approcciano una giovane madre, che viaggia da sola, l'accarezzano e le palpano i seni ma lei lascia fare nella più totale indifferenza. Infastiditi, decidono di avvicinarsi a una donna da poco scarcerata. Accetta di seguirli e, dopo un abbondante pranzo, fa l'amore con loro e poi si suicida con la loro rivoltella.
Fuggono e cercano il figlio della sconosciuta, anch'egli appena scarcerato, Jacques, offrendolo a Marie-Ange che si presta ad un rapporto erotico senza resistenza. Ma questo nuovo amante le procura un piacere che i due complici non avevano saputo rivelarle. Jacques li porta a casa della guardia carceraria. Lo abbatte freddamente. I due complici, sorpresi, scappano e ripartono per un'avventura, incontrano una famiglia a un picnic la cui figlia, adolescente e vergine, li seguirà per spirito di ribellione, offrendosi a loro con determinazione. La riporteranno infine dai suoi genitori, per rimettersi in viaggio verso altri orizzonti.

## Remake
Il film del 2019 Jesus Rolls - Quintana è tornato! (The Jesus Rolls), diretto da John Turturro, è un remake de I santissimi, ma anche uno spin-off del film Il grande Lebowski (1998) dei fratelli Coen.